# Wahlkreis Rom – Gianicolense (Senato della Repubblica)
Der Wahlkreis Rom – Gianicolense war von 1993 bis 2005 und von 2017 bis 2020 ein Wahlkreis (italienisch collegio elettorale) für die Wahl des Senats.

## Von 1993 bis 2005

### Wahlkreisgebiet
Der Wahlkreis umfasste den Teil der Gemeinde Rom, der aus folgenden Stadtgliederungen bestand: Trastevere (R. XIII), Portuense – Quartiere (Q. XI), Gianicolense – Quartiere (Q. XII), Portuense – Suburbio (S. VII).

### Wahlergebnisse

#### Parlamentswahl 1994
| Kandidaten               | Kandidaten           | Parteien                     | Stimmen | %    |
| ------------------------ | -------------------- | ---------------------------- | ------- | ---- |
|                          | Carla Rocchigewählt  | Progressisti                 | 63.770  | 39,7 |
|                          | Franco Righetti      | Polo del Buon Governo        | 61.480  | 38,3 |
|                          | Umberto Cappuzzo     | Patto per l’Italia           | 20.286  | 12,6 |
|                          | Mauro Zanella        | Lista Pannella – Riformatori | 8.119   | 5,1  |
|                          | Giancarlo Caprodossi | Verdi Federalisti            | 5.754   | 3,6  |
|                          | Giovanna Giampieri   | Partito della Legge Naturale | 1.022   | 0,6  |
| Gesamt                   | Gesamt               | Gesamt                       | 160.431 | 100  |
|                          |                      |                              |         |      |
| Ungültige Stimmen        | Ungültige Stimmen    | Ungültige Stimmen            | 7.055   | 4,2  |
| Wähler                   | Wähler               | Wähler                       | 167.486 | 88,2 |
| Wahlberechtigte          | Wahlberechtigte      | Wahlberechtigte              | 189.821 |      |
|                          |                      |                              |         |      |
| Quelle: Innenministerium |                      |                              |         |      |

#### Parlamentswahl 1996
| Kandidaten               | Kandidaten          | Parteien                                | Stimmen | %    |
| ------------------------ | ------------------- | --------------------------------------- | ------- | ---- |
|                          | Carla Rocchigewählt | L’Ulivo                                 | 81.174  | 51,9 |
|                          | Franco Righetti     | Polo per le Libertà                     | 64.426  | 41,2 |
|                          | Gennaro Gargiulo    | Fiamma Tricolore                        | 4.777   | 3,1  |
|                          | Laura Arconti       | Lista Pannella – Sgarbi                 | 4.151   | 2,7  |
|                          | Virgilio Leggiero   | Partito Socialista                      | 1.151   | 0,7  |
|                          | Mario Sottofattori  | Movimento Popolare della Moralizzazione | 639     | 0,4  |
| Gesamt                   | Gesamt              | Gesamt                                  | 156.318 | 100  |
|                          |                     |                                         |         |      |
| Ungültige Stimmen        | Ungültige Stimmen   | Ungültige Stimmen                       | 6.583   | 4,0  |
| Wähler                   | Wähler              | Wähler                                  | 162.901 | 85,8 |
| Wahlberechtigte          | Wahlberechtigte     | Wahlberechtigte                         | 189.905 |      |
|                          |                     |                                         |         |      |
| Quelle: Innenministerium |                     |                                         |         |      |

#### Parlamentswahl 2001
| Kandidaten               | Kandidaten                     | Parteien                             | Stimmen | %    |
| ------------------------ | ------------------------------ | ------------------------------------ | ------- | ---- |
|                          | Loredana De Petrisgewählt      | L’Ulivo                              | 67.987  | 46,5 |
|                          | Carlo Alberto Ciocci           | Casa delle Libertà                   | 57.700  | 39,5 |
|                          | Giancarlo Lannutti             | Partito della Rifondazione Comunista | 6.876   | 4,7  |
|                          | Sergio Nicola Aldo Scicchitano | Lista Di Pietro                      | 3.876   | 2,7  |
|                          | Pasquale Bilotta               | Lista Emma Bonino                    | 3.534   | 2,4  |
|                          | Lorenzo Maria Gulli            | Democrazia Europea                   | 2.937   | 2,0  |
|                          | Gennaro Gargiulo               | Fiamma Tricolore                     | 1.583   | 1,1  |
|                          | Paolo Temofonte                | Fronte Nazionale                     | 1.260   | 0,9  |
|                          | Giampiero Testani              | Forza Nuova                          | 382     | 0,3  |
| Gesamt                   | Gesamt                         | Gesamt                               | 146.135 | 100  |
|                          |                                |                                      |         |      |
| Ungültige Stimmen        | Ungültige Stimmen              | Ungültige Stimmen                    | 5.737   | 3,8  |
| Wähler                   | Wähler                         | Wähler                               | 151.872 | 79,8 |
| Wahlberechtigte          | Wahlberechtigte                | Wahlberechtigte                      | 190.333 |      |
|                          |                                |                                      |         |      |
| Quelle: Innenministerium |                                |                                      |         |      |

## Von 2017 bis 2020

### Wahlkreisgebiet
Der Wahlkreis umfasste den Teil der Gemeinde Rom, der 1993 in den Wahlkreisen Rom-Mitte und Rom – Trieste enthalten war, sowie die Stadtgliederungen Gianicolense (Quartiere), Trastevere und Aurelio (Quartiere).

### Wahlergebnisse

#### Parlamentswahl 2018
| Kandidaten               | Kandidaten                   | Stimmen | %    | Listen                                      | Stimmen | %    |
| ------------------------ | ---------------------------- | ------- | ---- | ------------------------------------------- | ------- | ---- |
|                          | Emma Boninogewählt           | 112.425 | 38,9 | Partito Democratico                         | 81.799  | 28,3 |
| +Europa                  | Emma Boninogewählt           | 112.425 | 38,9 | 25.293                                      | 8,7     |      |
| Italia Europa Insieme    | Emma Boninogewählt           | 112.425 | 38,9 | 3.274                                       | 1,1     |      |
| Civica Popolare          | Emma Boninogewählt           | 112.425 | 38,9 | 2.059                                       | 0,7     |      |
|                          | Federico Iadicicco           | 92.808  | 32,1 | Forza Italia                                | 37.007  | 12,8 |
| Lega                     | Federico Iadicicco           | 92.808  | 32,1 | 27.421                                      | 9,5     |      |
| Fratelli d’Italia        | Federico Iadicicco           | 92.808  | 32,1 | 26.233                                      | 9,1     |      |
| Noi con l’Italia – UDC   | Federico Iadicicco           | 92.808  | 32,1 | 2.147                                       | 0,7     |      |
|                          | Claudio Consolo              | 54.380  | 18,8 | Movimento 5 Stelle                          | 54.380  | 18,8 |
|                          | Laura Lauri                  | 15.661  | 5,4  | Liberi e Uguali                             | 15.661  | 5,4  |
|                          | Fabrizio Burattini           | 5.896   | 2,0  | Potere al Popolo!                           | 5.896   | 2,0  |
|                          | Vincenzina Donatella Morelli | 2.676   | 0,9  | CasaPound Italia                            | 2.676   | 0,9  |
|                          | Mario Adinolfi               | 1.840   | 0,6  | Il Popolo della Famiglia                    | 1.840   | 0,6  |
|                          | Alfonso Galdi                | 1.081   | 0,4  | Partito Comunista                           | 1.081   | 0,4  |
|                          | Alessia Augello              | 746     | 0,3  | Italia agli Italiani (FN – FT)              | 746     | 0,3  |
|                          | Luigi Intorcia               | 699     | 0,2  | Democrazia Cristiana                        | 699     | 0,2  |
|                          | Irene Caporale               | 336     | 0,1  | Per una Sinistra Rivoluzionaria (SCR – PCL) | 336     | 0,1  |
|                          | Giuseppe Moesch              | 275     | 0,1  | Partito Repubblicano Italiano – ALA         | 275     | 0,1  |
|                          | Francesca Maria Anna Raga    | 270     | 0,1  | Lista del Popolo per la Costituzione        | 270     | 0,1  |
| Gesamt                   | Gesamt                       | 289.093 | 100  |                                             | 289.093 | 100  |
|                          |                              |         |      |                                             |         |      |
| Ungültige Stimmen        | Ungültige Stimmen            | 6.799   | 2,3  |                                             |         |      |
| Wähler                   | Wähler                       | 295.892 | 74,0 |                                             |         |      |
| Wahlberechtigte          | Wahlberechtigte              | 399.729 |      |                                             |         |      |
|                          |                              |         |      |                                             |         |      |
| Quelle: Innenministerium |                              |         |      |                                             |         |      |